# Lijst van sprookjes in de Efteling
Deze pagina geeft een lijst weer met huidige en voormalige sprookjes van het Nederlandse attractiepark de Efteling. In de lijst staan zowel sprookjes binnen het Sprookjesbos als erbuiten.

## Sprookjes binnen het Sprookjesbos

### Huidige sprookjes
| Naam                                                  | Opening | Opmerkingen | Afbeelding |
| ----------------------------------------------------- | ------- | --- | ---------- |
| Doornroosje                                           | 1952    | - 1952: Kasteel - 1953: Doornroosje en slapende koks toegevoegd - 1981: Boze heks toegevoegd, nieuw kasteel - 2024: Groot onderhoud, nieuw figuur                                                              |            |
| Het kabouterdorp                                      | 1952    | - 1952: Paddenstoelenparcours - 1972: Het Grote Kabouterhuis - 1974: Muziekkabouter - 1980: Twee kabouterhuizen toegevoegd - 2018: Nieuwe bosdieren                                                            |            |
| De zes dienaren                                       | 1952    | Langnek is een onderdeel van het sprookje |            |
| Roodkapje                                             | 1953    | - 1953: Roodkapje en de Wolf - 1960: Poppen van Roodkapje en de Wolf worden vervangen door het huidige huisje (het oude Roodkapje staat nu op een wegwijsbord in het Sprookjesbos) - 2016: Huisje heropgebouwd |            |
| Pinokkio                                              | 2016    | - 2019: Hengel vernieuwd |            |
| De rode schoentjes                                    | 1953    | |            |
| De Prinses op de Erwt                                 | 2025    | |            |
| De trollenkoning                                      | 1988    | |            |
| De sprekende papegaai                                 | 1952    | Ook wel Het Stoute Prinsesje |            |
| Raponsje                                              | 2001    | |            |
| De Kleine Zeemeermin                                  | 1970    | |            |
| Draak Lichtgeraakt                                    | 1979    | - 2017: Nieuw geluid, kleurverlichting |            |
| De Wolf en de Zeven Geitjes                           | 1973    | - 1973: Wolf en de Zeven Geitjes woonkamer - 1975: Kinderkamer toegevoegd |            |
| Hans en Grietje                                       | 1955    | - 2024: Huisje heropgebouwd |            |
| Vrouw Holle                                           | 1952    | - 1952: De Put van Vrouw Holle - 2006: Huisje Vrouw Holle - 2019: Huisje gesloopt - 2022: Huisje heropgebouwd                                                                                                  |            |
| Kleine Boodschap                                      | 1952    | |            |
| Tafeltje dek je, ezeltje strek je, knuppel uit de zak | 1956    | - 1956: Ezeltje strek je in de Speeltuin - 1984: Ezeltje strek je verhuist van de Speeltuin naar het Sprookjesbos - 1999: Herberg met Tafeltje dek je en Knuppel uit de zak                                    |            |
| Sneeuwwitje                                           | 1952    | - 1952: Grot van Sneeuwwitje (verbouwd in 1975) - 1999: Kasteel van Stiefmoeder toegevoegd |            |
| De Zes Zwanen                                         | 2019    | |            |
| Assepoester                                           | 2009    | - 2019: De tuin van Assepoester werd verlegd om plaats te maken voor De zes zwanen |            |
| Het bruidskleed van Genoveva                          | 1957    | - 1957: Gekleurde duiven op het Herautenplein - 2018: De duiven worden niet meer gekleurd, maar zijn voortaan wit                                                                                              |            |
| De Kikkerkoning                                       | 1952    | |            |
| De magische klok                                      | 1952    | - 2023: Kasteelmuur heropgebouwd |            |
| De Indische Waterlelies                               | 1966    | - 2015: Vernieuwd audio- en lichtplan, vernieuwde heks |            |
| Klein Duimpje                                         | 1998    | |            |
| Repelsteeltje                                         | 1998    | - 2019: Heropbouw boom |            |
| Het Meisje met de Zwavelstokjes                       | 2004    | |            |
| De Nieuwe Kleren van de Keizer                        | 2012    | |            |
| Sprookjesboom                                         | 2010    | |            |
| De Vliegende Fakir                                    | 1958    | |            |
| De Chinese nachtegaal                                 | 1952    | - 1952: Nachtegaal op een tak voor het muurtje waar nu Draak Lichtgeraakt op zit, verdwenen in 1979 - 1999: Huidige versie met het paleis van de keizer.                                                       |            |

### Voormalige sprookjes
| Naam                | Opening | Sluiting | Opmerkingen                                        | Afbeelding |
| ------------------- | ------- | -------- | -------------------------------------------------- | ---------- |
| Kogeloog            | 1954    | 1963     | Was onderdeel van het sprookje van de zes dienaren |            |
| De Dansende Dolfijn | 1964    | 1970     | Vervangen door De Kleine Zeemeermin                |            |

## Sprookjes buiten het Sprookjesbos
| Naam                      | Opening               | Locatie          | Afbeelding                      |
| ------------------------- | --------------------- | ---------------- | ------------------------------- |
| De Bremer stadsmuzikanten | 2003                  | Anton Pieckplein |                                 |
| De gelaarsde kat          | 1999                  | Sprookjesstation |                                 |
| De Stenen Kip             | 1955                  | Anton Pieckplein |                                 |
| De Ganzenhoedster         | 1955                  | Anton Pieckplein |                                 |
| Gekroonde Eend            | 1960                  | Anton Pieckplein |                                 |
| Holle Bolle Gijs          | 1952 (Speeltuin Gijs) | Diverse locaties | Zie Holle Bolle Gijs (Efteling) |
| Rattenvanger van Hamelen  | 2007                  | Diorama          |                                 |
| Zwaan Kleef Aan           | 1958                  | Anton Pieckplein |                                 |